# Чемпіонат Європи з легкої атлетики 2020
Чемпіонат Європи з легкої атлетики 2020 мав бути проведений 25-30 серпня в Парижі.
Надання французькій столиці права проводити європейську легкоатлетичну першість було анонсовано 28 квітня 2017.
За усталеною практикою, програма змагань чемпіонату, який мав провотись в олімпійський рік, не передбачала шосейних дисциплін спортивної ходьби, а марафонська бігова дистанція була замінена напівмарафоном.
Всі дисципліни чемпіонату (крім напівмарафону та кваліфікаційних змагань у стрибках у довжину) мали проходити на стадіоні «Шарлеті». Кваліфікаційні змагання у стрибках у довжину серед чоловіків та жінок мали проходити на облаштованому секторі, розміщеному на майданчику «Трокадеро» біля Палацу Шайо. Напівмарафонська траса була прокладена вулицями Парижа зі стартом на Єнському мосту та фінішем неподалік, біля палацу.
За регламентом змагань, до участі у першості мали допускатись спортсмени, які виповнили впродовж кваліфікаційного періоду встановлені нормативи та вимоги.
Наприкінці квітня 2020, з огляду на поширення пандемії коронавірусної хвороби, Європейська легкоатлетична асоціація ухвалила рішення скасувати проведення континентальної першості. Він був скасований вперше з 1942 року через Другу світову війну.